# 930 MBC 뉴스 강원
《930 MBC 뉴스 강원》은 춘천MBC TV에서 매주 평일 오전 9시 35분에 방송 중인 강원 지역 뉴스 프로그램이다.

## 개요
춘천MBC 930 뉴스 로 읽는다.

## 앵커
| 대수 | 진행자          | 진행 기간                               | 비고        |
| ---- | --------------- | --------------------------------------- | ----------- |
| 1대  | 표성은 아나운서 | 2011년 일자 미상 ~ 2013년 일자 미상     |             |
| 2대  | 서연미 아나운서 | 2013년 일자 미상 ~ 2016년 일자 미상     |             |
| 3대  | 박윤미 아나운서 | 2016년 일자 미상 ~ 2018년 4월 일자 미상 |             |
| 4대  | 윤진열 아나운서 | 2018년 4월 일자 미상 ~ 2023년 11월 10일 | [ 1 ]       |
| 5대  | 김수민 아나운서 | 2023년 11월 13일 ~ 2024년 8월 30일      | [ 2 ]       |
| 6대  | 황지윤 아나운서 | 2024년 9월 2일 ~ 2024년 9월 27일        |             |
| 7대  | 김지후 아나운서 | 2024년 9월 30일 ~ 현재                  | [ 3 ] [ 4 ] |

## 편성 변경
- 2024년 2월 20일 : 오전 9시 55분부터 MBC TV 《중계 방송 국회 교섭 단체 대표 연설 - 더불어민주당》 편성으로 인해 오전 9시 45분으로 편성 변경
- 2024년 2월 21일 : 오전 9시 55분부터 MBC TV 《중계 방송 국회 교섭 단체 대표 연설 - 국민의힘》 편성으로 인해 오전 9시 45분으로 편성 변경
- 2024년 2월 22일 : 오전 9시 55분부터 MBC TV 《중계 방송 제22대 국회의원 선거 공직 선거 정책 토론회》 편성으로 인해 오전 9시 45분으로 편성 변경

## 결방
- 2024년 2월 12일 : MBC TV 《설 특선 영화 - 인생은 아름다워》 편성으로 인해 결방

## 경쟁 프로그램
- KBS 뉴스 930 강원 (KBS 춘천 1TV)
- G1 뉴스 (1015) (G1 TV)